# Platja de Garxal
La platja de Garxal és una platja natural del municipi de Deltebre (Baix Ebre), situada a la zona humida del Garxal, a l'esquerra de la desembocadura del riu Ebre, dins del Parc Natural del Delta de l'Ebre, al sud de la platja de Riumar. Es tracta d'una platja molt poc profunda i amb un gran dinamisme, la seva forma va canviant segons la posició dels sediments que aporta el riu. Està rodejada d'un ecosistema ben conservat i una rica biodiversitat.